# Wilzschmühle

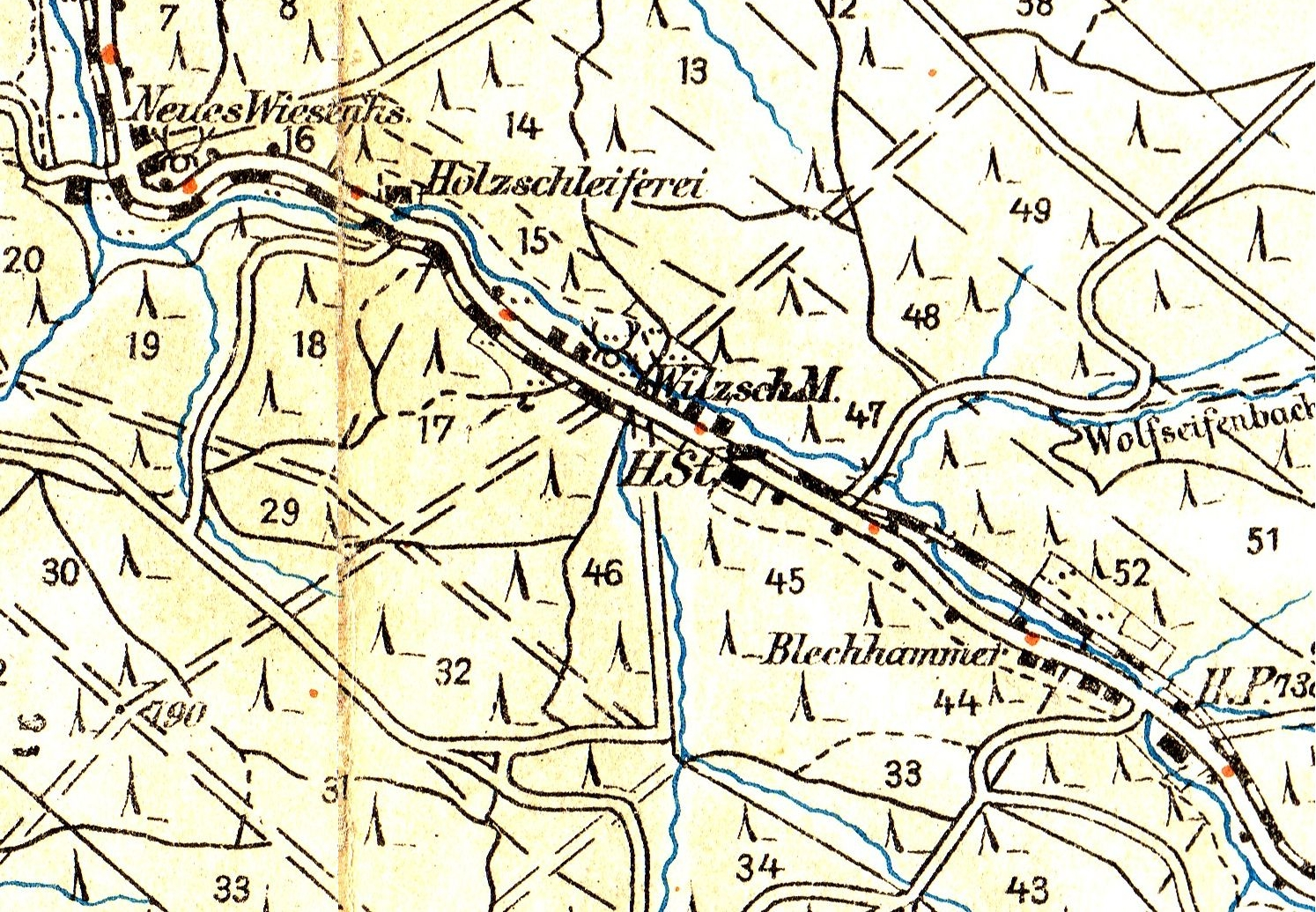
Wilzschmühle im Tal der Wilzsch (Karte um 1900)

Wilzschmühle ist ein zum Ortsteil Carlsfeld der Stadt Eibenstock im sächsischen Erzgebirgskreis gehöriger früherer Wohnplatz am Fluss Wilzsch.

## Name
Die Örtlichkeit hieß nicht immer Wilzschmühle. Karl Gottlob Dietmann berichtet 1755, das Wiltzsch und das Forsthaus, gegen Karlsfeld zu gelegen, seien nach Schönheide eingepfarrt. In seinem Kartenwerk vom Anfang des 18. Jahrhunderts verwendet Adam Friedrich Zürner die Bezeichnung Wilschh. (für „Wilschhaus“) und ergänzt die Darstellung um ein Hirschgeweih als Zeichen für ein Forsthaus. Die Örtlichkeit trägt im Sächsischen Meilenblatt von 1791 den Namen Wilsch- oder Forsthaus. Das Neue alphabetische Orts-Verzeichnis des Königreichs Sachsen von 1837 erwähnt ein Wilzschhaus mit dem Zusatz Forsthaus an der Wilzsch, es bestünde aus einem einzelnen Haus, nämlich einem Wohnhaus mit sieben Bewohnern. Kirchlich und schulisch gehöre es zu Carlsfeld. Weiter werden „Häuser am Wilzschgrund“ aufgeführt und als „einzelne Häuser“ qualifiziert, die wie das Forsthaus als zu Carlsfeld gehörend beschrieben werden, allerdings ohne Angabe der Zahl der Wohngebäude und der Bewohner. Mitte des 19. Jahrhunderts gab es die Bezeichnung Wilzschgrund und Wilzschäuser, so von Albert Schiffner in seinem Handbuch der Geographie, Statistik und Topographie des Königreichs Sachsen:
„Wilzschgrund, einige einzeln unter Carolsfeld an der Wilzsch nächst dem Wilzschberge gelegene und dorthin gerechnete Häuser, davon das Wilzschhaus, ein nur vom Unterförster bewohntes Forsthaus, unterm Amte steht.“
Diese Beschreibung ist deckungsgleich mit der im „Alphabetischen Ortsverzeichnis“. Etwa 1848 schrieb Albert Schiffner in seinem „Führer im Muldenthale“, die Wilzsch empfange
„aus Osten oder vom Zeisiggesange her die kleine Wilzsch [und] berührt dann das isolierte königliche Forst- oder Wilzschhaus, dem gegenüber der Wilzschberg ansteigt“.
In einem kirchlich-statistischen Handbuch von 1859 heißt es, nach Carlsfeld seien auch die Wilzschhäuser eingepfarrt. Damit sind die Häuser von Wilzschmühle gemeint. Noch in einer Landkarte von etwa 1900 wird dieser Wohnplatz mit „Wilzsche Häuser“ bezeichnet.

## Geografie
Wilzschmühle liegt im Westerzgebirge in einer Höhe von 674,6 m ü. NHN bis 685,2 m ü. NHN an der Wilzsch. Sie fließt am nördlichen Rand des Werksgeländes entlang. Oberhalb von Wilzschmühle nach der Einmündung des rechten Wilzsch-Nebenbaches Wolfseifenbach weitet sich das enge Tal der Wilzsch zu einer unbewaldeten ebeneren Fläche, die das Werksgelände Wilzschmühle aufnimmt. Unterhalb wird das Tal nach der Einmündung des linken Nebenbachs Wölfebächel wieder enger. Oberhalb des Siedlungsbereichs zweigt in nördlicher Richtung der Schlangenweg ab, der im Wald am Hang parallel zur Wilzsch nach West-Nord-Westen verläuft und in die Rautenkranzer Straße mündet, die von Rautenkranz über die kleine Siedlung Neues Wiesenhaus nach Eibenstock führt. Sie ist eine alte Verbindungsstraße, die heute als Kreis-Straße (S 276) eingestuft ist. Die Grenze zu Tschechien ist knapp 6 Kilometer entfernt. Wilzschmühle liegt nach der Naturraumkarte von Sachsen in der Mikrogeochore „Carlsfelder Wilzsch-Tal“ und ist Teil der Mesogeochore „Eibenstocker Bergrücken“.
Unterhalb von Wilzschmühle liegt im Tal der Wilzsch der Wohnplatz Neues Wiesenhaus und oberhalb die Siedlung Blechhammer.

## Klima
Das Talgebiet der Wilzsch gehört mit einer Jahresmitteltemperatur von 5,1 °C bis 6,1 °C (flussab) zu den kältesten Gebieten des oberen Westerzgebirges. Es zählt hinsichtlich der Luftbewegung zu den austauscharmen Tallagen mit dadurch verursachter besonderer Frostgefährdung. Im Bereich der Wilzsch gibt es „windgeschützte, aber frostanfällige Tallagen aufgrund von Strahlungsdefiziten“, zahlreichen Nebeltagen sowie „Sonn- und Schatthängen.“

## Geschichte
Im Bereich des vom Riedertberg (775,3 m ü. NHN) geprägten Waldgebietes zwischen Eibenstock, Zwickauer Mulde und der Wilzsch wurde schon um 1500 ertragreicher Zinnbergbau betrieben. In Wilzschmühle erinnert die Bezeichnung des rechts der Wilzsch fließenden und in diesem Ort in die Wilzsch mündenden Wolfseifenbachs an den Bergbau. In einer Darstellung der Bergwerke und ihrer Nebenanlagen des westlich von Eibenstock liegenden Gebietes von 1520 wird das „Berckwerck vf der ferdern schmochav“ (Zinnbergwerk vordere Schochau) östlich des Wolfseifenbachs dargestellt. Wohl erst später bestanden die namensgebende Wilzschmühle als Sägemühle, ein Forsthaus, eine Pechhütte und weiter talabwärts eine Holzschleiferei. Die Holzschleiferei war ein Zweigwerk der 1855 von Louis Friedrich in Wilzschhaus an der Zwickauer Mulde gegründeten Holzstoff- und Pappenfabrik. Wann dieses Werk in Wilzschmühle errichtet wurde und bis wann es bestand, ist unbekannt. Es wurde in den 1920er Jahren als Holzstofffabrik bezeichnet und ging 1937 in den Besitz einer Thüringer Papierfabrik über. Die Sägemühle hielt sich über eine sehr lange Zeit. Mitte der 1970er Jahre wurde das Sägewerk als „für das Wirtschaftsleben“ Carlsfelds „von zunehmender Bedeutung“ bezeichnet und gehörte zum VEB Sägewerk Marienberg. Das Sägewerk, das auch einen Gleisanschluss hatte, produzierte bis 1992. Es wurde 2007 abgerissen. Auf seinem Gelände entstand 2007 eine Anlage zur Produktion von Holzbriketts.
Nach Stilllegung der Bahnlinie nach Carlsfeld entstand in den 1960er Jahren das Ferienheim des VEB Braunkohlenkombinat (BKK) Borna „Martin Andersen Nexö“ in Borna, das in der Ferienzeit auch als Kinderferienlager diente. Hierfür wurde neben einer älteren kleinen Gaststätte ein größerer Ergänzungsbau und mehrere kleine Gebäude errichtet. Ansichtskarten mit Abbildungen des Ferienheims trugen die Beschriftung Luftkurort Carlsfeld Ortslage Wilzschmühle oder Luftkurort Carlsfeld-Wilzschmühle/Erzg.; damit wurde die gesunde Waldluft (wohl im Gegensatz zur Luftbelastung in Borna) herausgestellt. Früher wurde die Erholungseinrichtung auch „Ferienheim ‚Martin Andersen Nexö‘ des VEB Braunkohlenwerk Großzössen, Bezirk Leipzig,“ genannt. Sogar eine Kegelbahn und ein kleines Schwimmbad gab es. Die Gebäude sind seit Auflösung des Ferienheims Anfang der 1990er Jahre dem Verfall preisgegeben waren 2020 nur noch als Ruinen vorhanden. 
Die weit von Bienenständen entfernte Siedlung war lange Zeit Standort einer Belegstelle für die Bienenzucht.

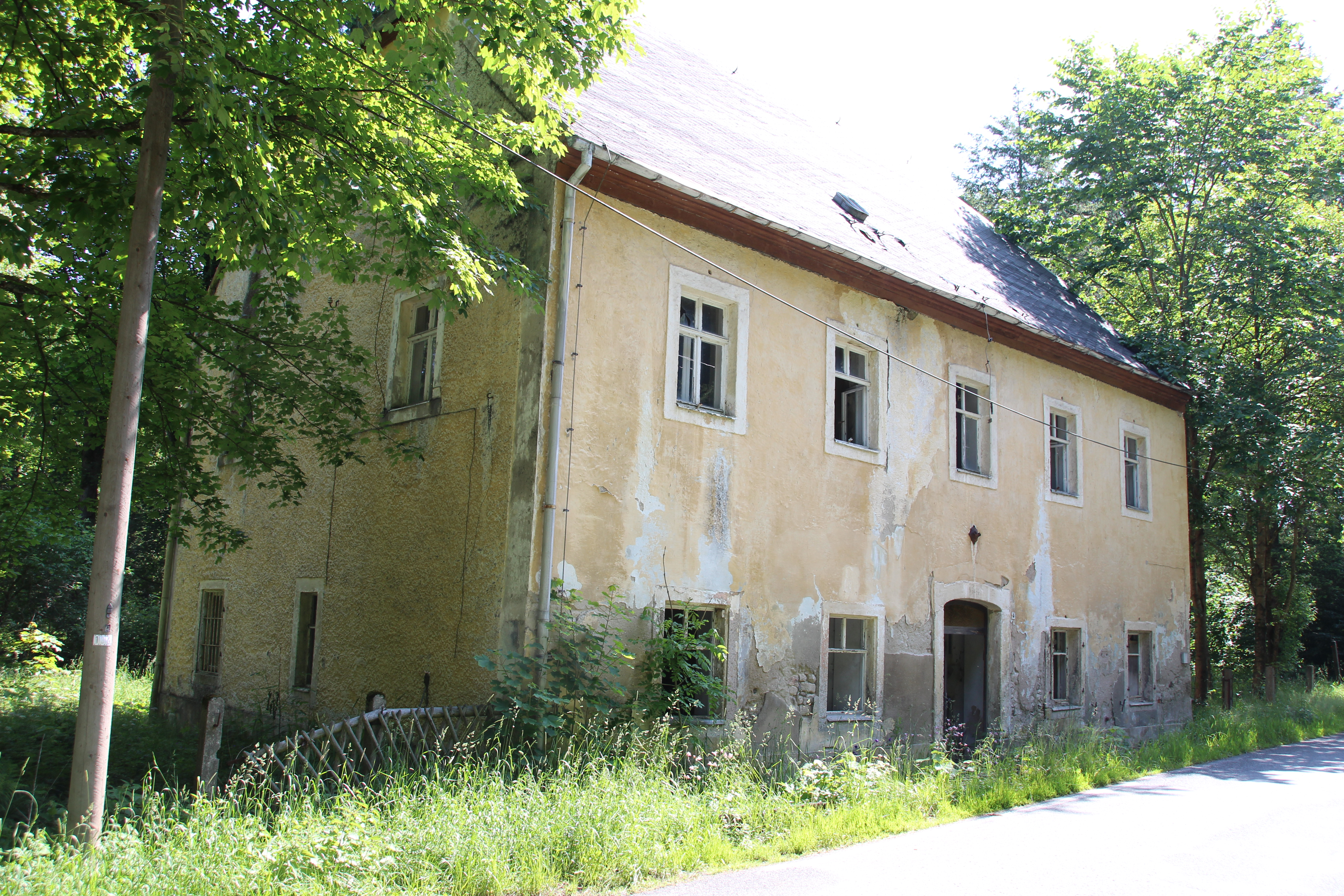
Forsthaus Wilzschmühle von 1804

Im schon bewaldeten engeren Tal liegt wilzschabwärts das Forsthaus als eine Ruine. Im Stein über der Eingangstür ist das Haus mit 1804 datiert. Albert Schiffner beschreibt 1839 die Lage des Forsthauses von dem in diesem Bereich östlich der Wilzsch liegenden Wilzschberg aus: „Dem letzteren gegenüber stehen das Forsthaus an der Wilzsch und die Pechhütte.“ Schiffner bezeichnet das Forsthaus ausdrücklich als Wilzschhaus, später, etwa 1848, als „königliche[s] Forst- oder Wilzschhaus“. Ein dahinter zur Wilzsch hin liegendes Nebengebäude dient seit den 1990er Jahren als Stützpunkt der Naturschutzvereinigung Grüne Aktion Westerzgebirge.
Wilzschmühle gehörte zur Gemeinde Carlsfeld und wurde mit dieser 1997 in die Stadt Eibenstock eingemeindet. Von der früheren Siedlung sind nur Ruinen übrig geblieben, und Einwohner gibt es nicht mehr. Auf der Fläche von Wilzschmühle stehen außer diesen Gebäuderuinen nur die Produktionshallen der Holzbrennstofffabrik.

## Verkehr

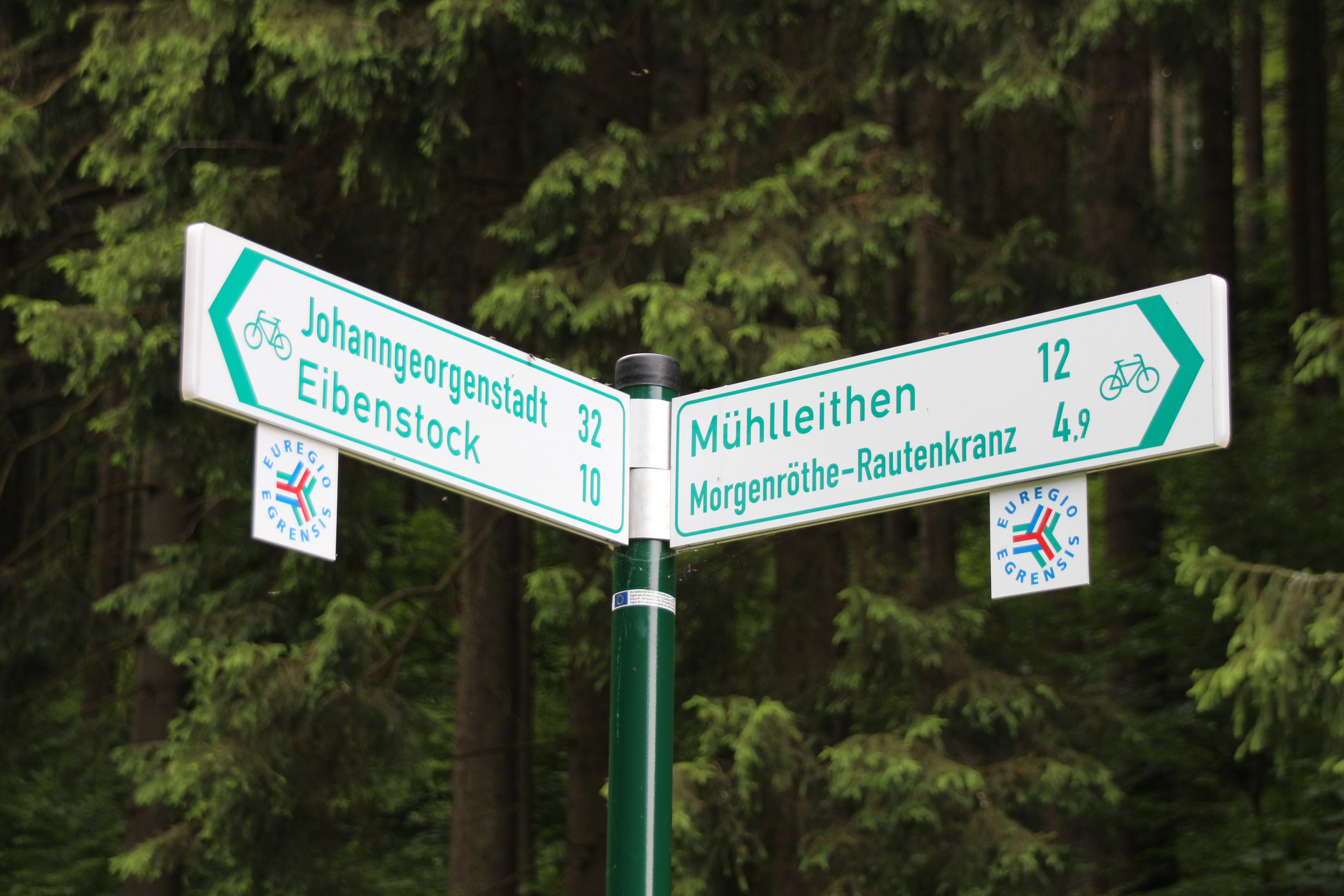
Fernradweg Euregio Egrensis in Wilzschmühle

Die Staatsstraße 276 von Wilzschhaus nach Carlsfeld erschließt Wilzschmühle. Auf ihr verkehrt eine Schulbuslinie.
In Wilzschmühle bestand ein Haltepunkt der Schmalspurbahn Wilkau-Haßlau–Carlsfeld. Der Anschluss an das Eisenbahnnetz Ende des 19. Jahrhunderts war für die holzverarbeitende Industrie im Wilzschtal von Bedeutung. Von den Bahnanlagen sind nur noch geringe Spuren zu sehen, so eine Brücke über die Wilzsch südlich der Staatsstraße.
Der Fernradweg „Euregio Egrensis“ führt durch Wilzschmühle vom Wolfseifenbachweg aus über die Staatsstraße wilzschabwärts in Richtung Morgenröthe-Rautenkranz. Am Südostende von Wilzschmühle stehen Informationstafeln für diesen Fernradweg.

## Galerie

Wilzschmühle früher und 2015
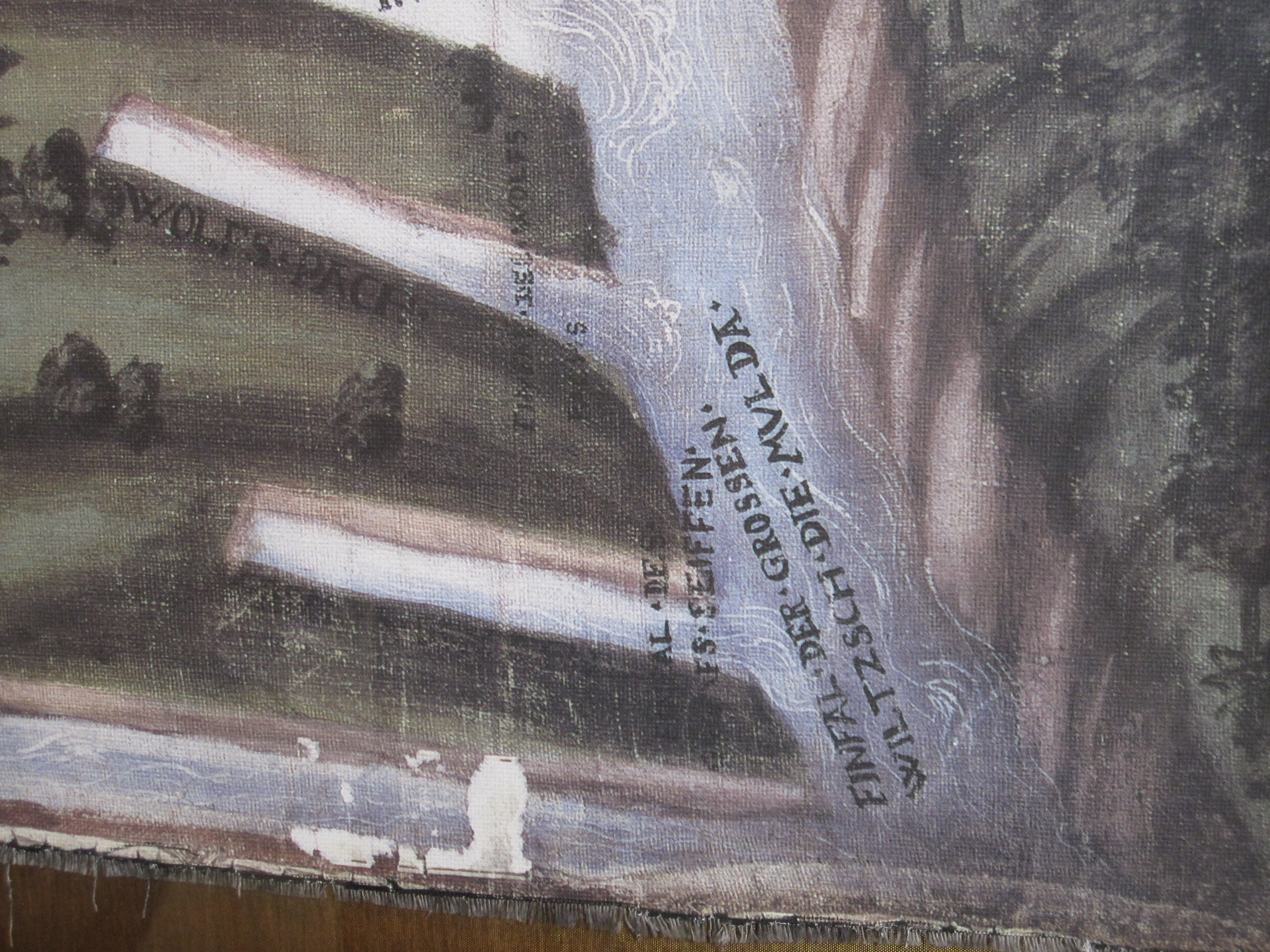
Bergbau an der Wilzsch – Darstellung um 1500
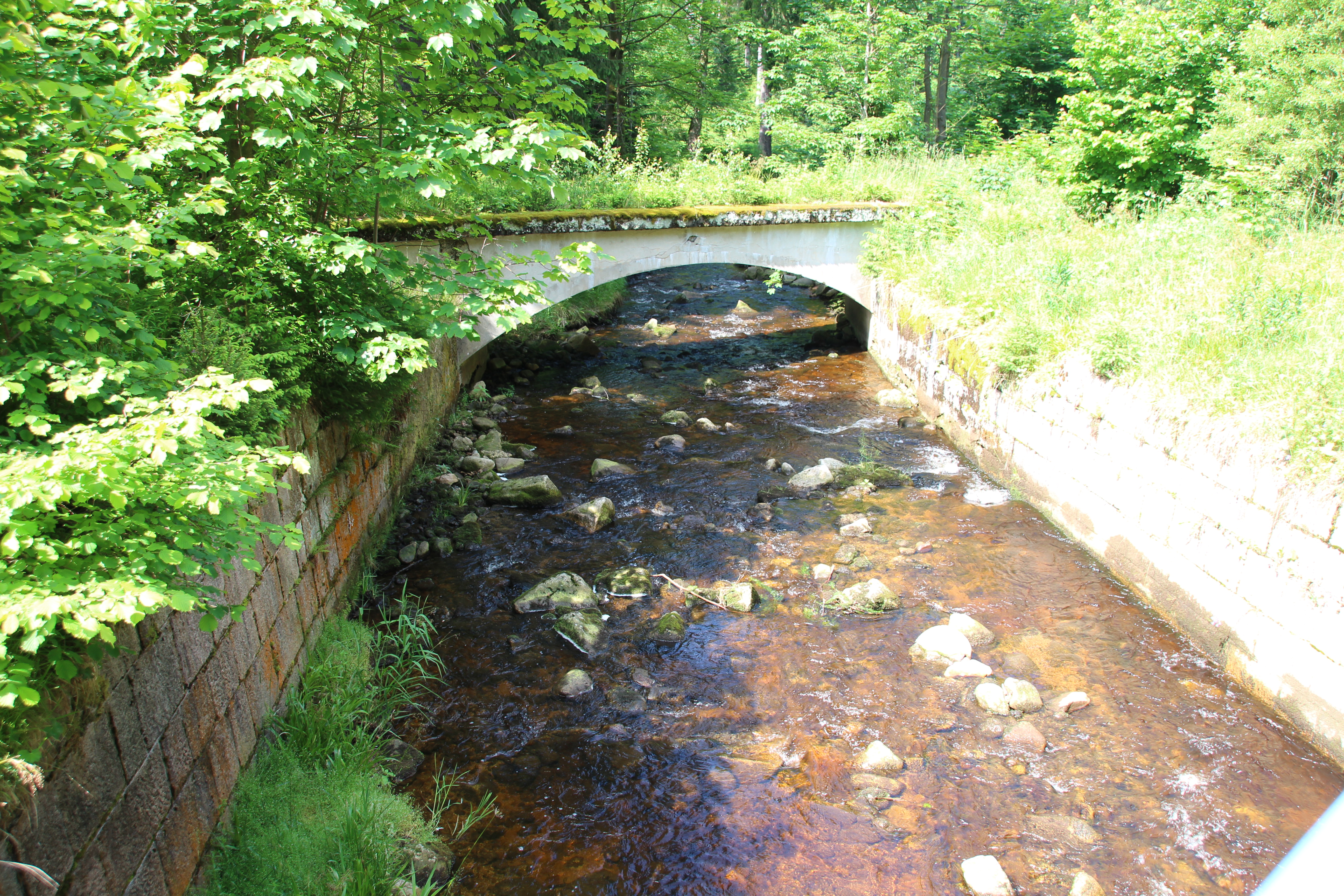
Brücke über die Wilzsch für die früher hier haltende Schmalspurbahn
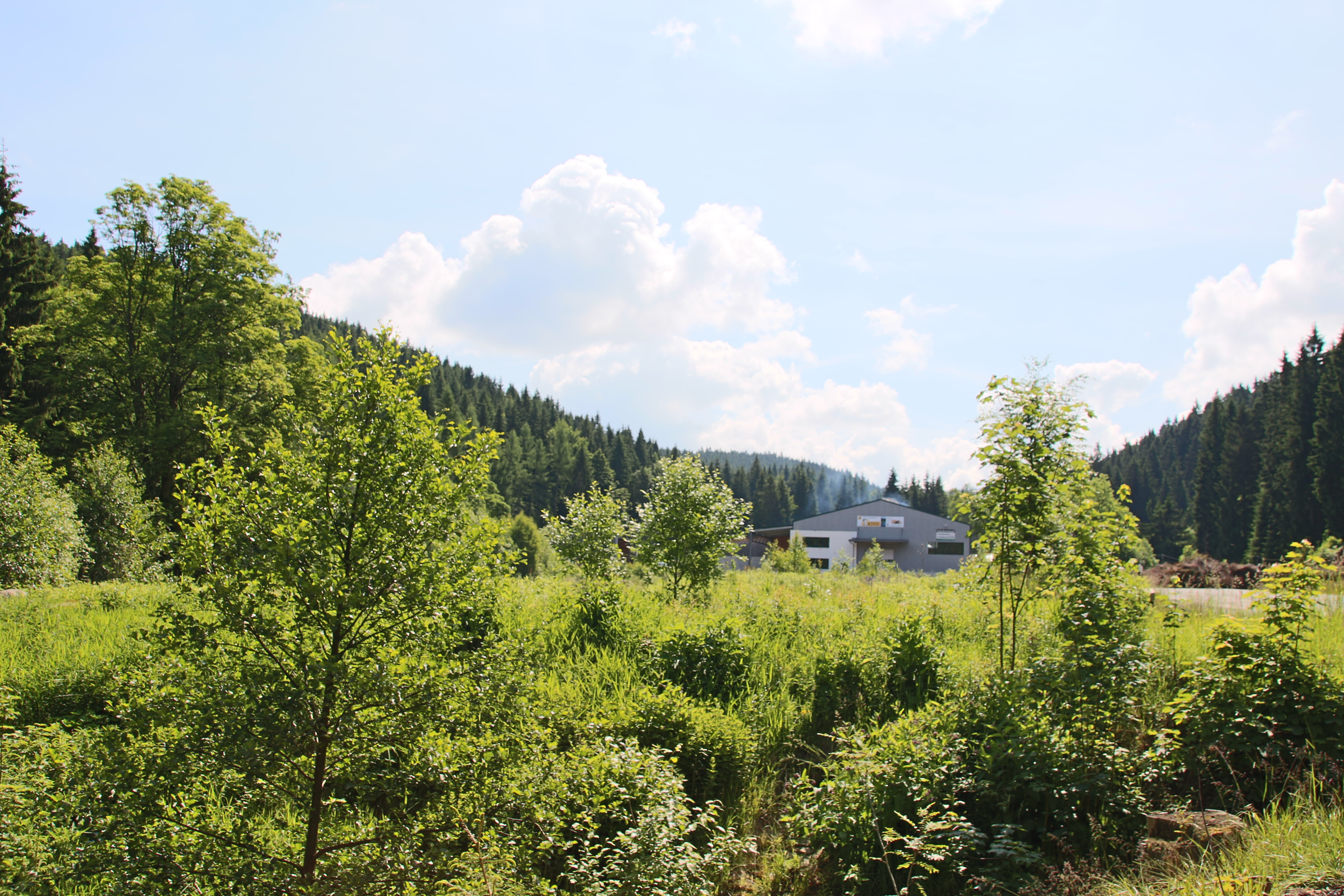
Wilzschmühle 2015: Eine noch offene Fläche an der Wilzsch
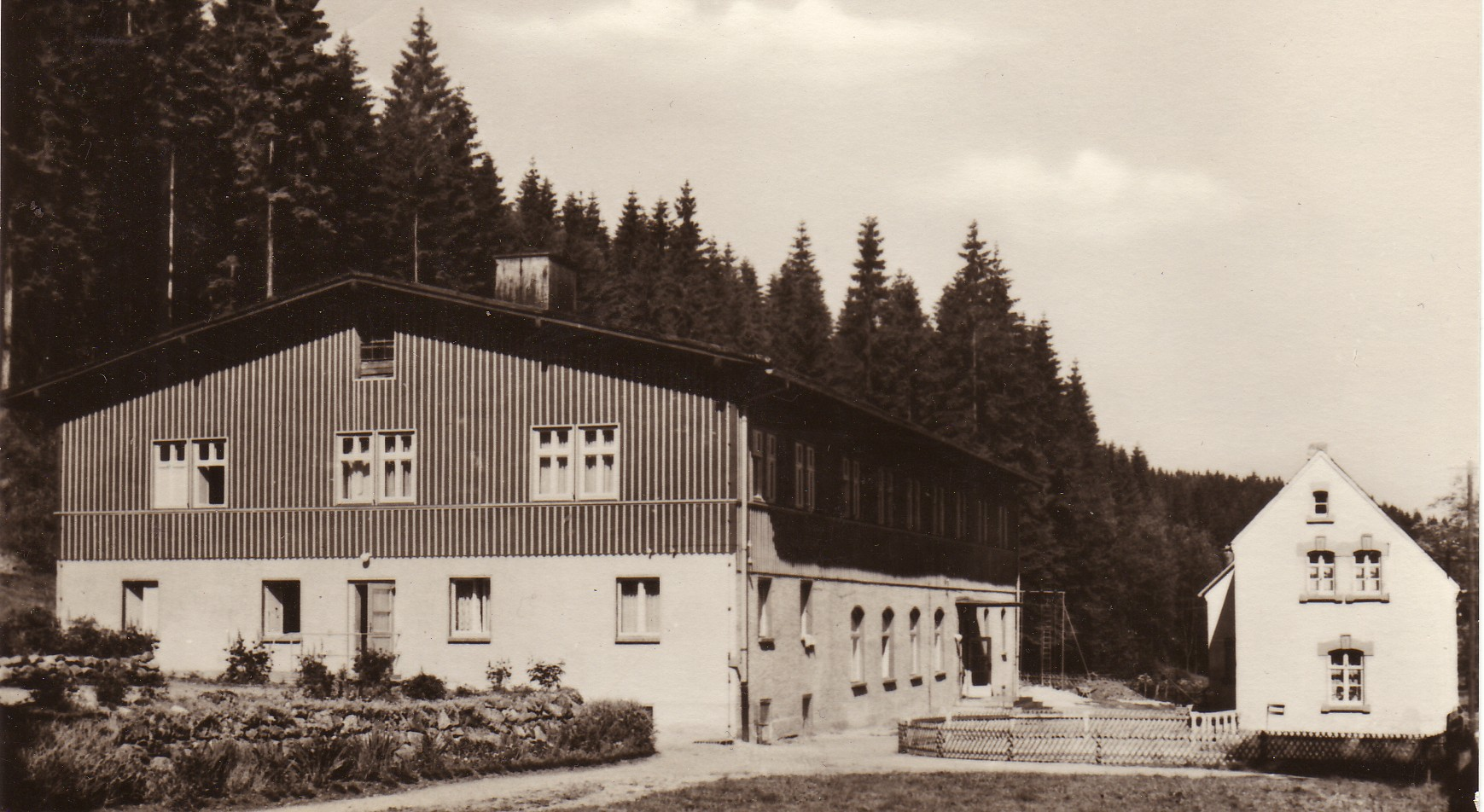
Ferienheim „Martin Andersen Nexö“ des VEB BKK Böhlen um 1960
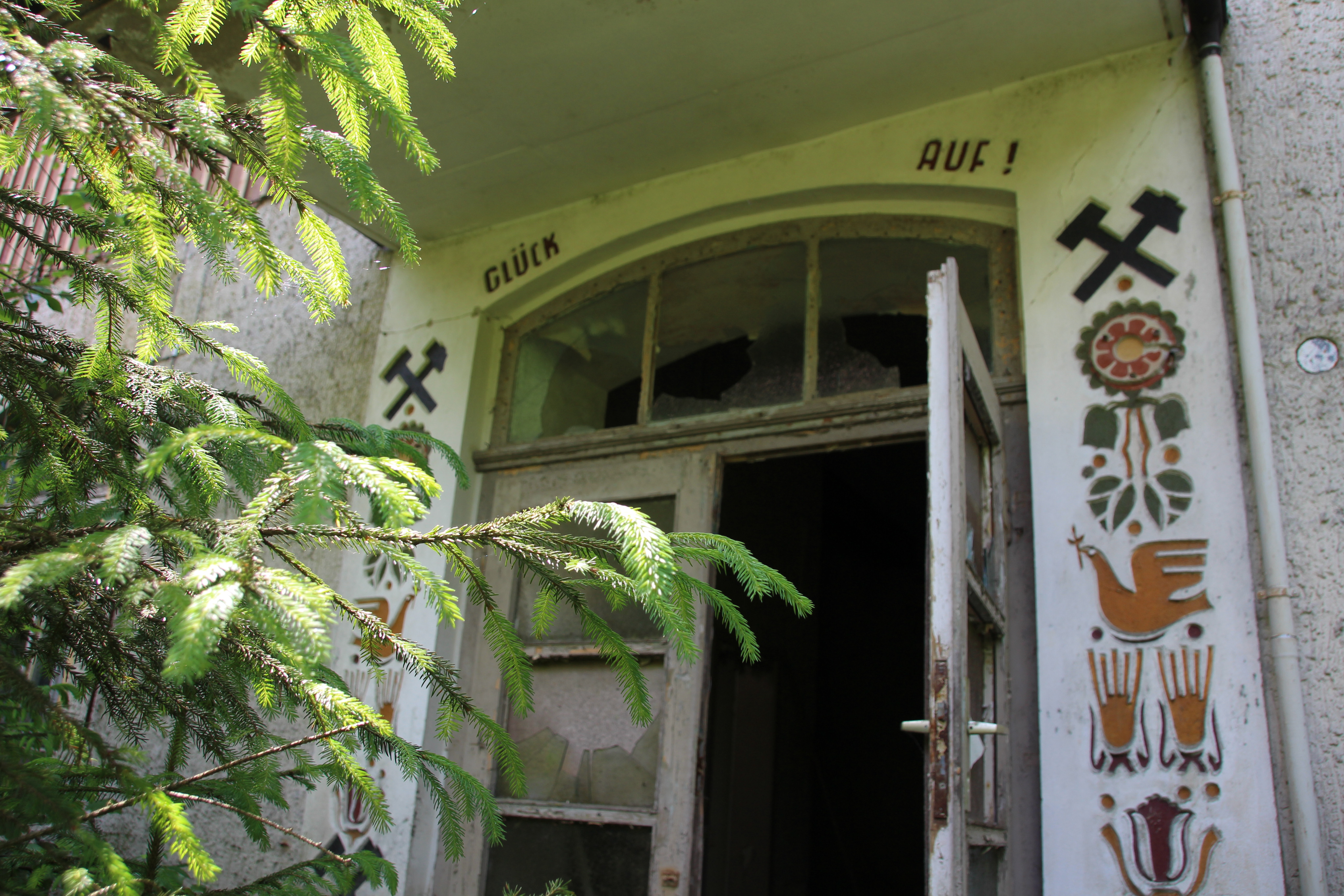
Ehemaliges Ferienheim des VEB BKK Böhlen mit Hammer und Schlägel (Zustand 2015)